# 安妮亚拉·穆尼奥斯
安妮亚拉·穆尼奥斯（西班牙語：Anniara Muñoz，1980年1月24日—），古巴前女子排球运动员。她曾代表古巴国家队参加2004年夏季奥林匹克运动会排球比赛，结果获得一枚铜牌。